# Xenisthmus
Xenisthmus là một chi cá bống trong họ Eleotridae. Trước đây nó được xếp vào họ Xenisthmidae (Cá bống dừa).

## Các loài
Hiện hành chi này có các loài được ghi nhận sau đây:
- Xenisthmus africanus Smith, 1958[3]
- Xenisthmus balius Gill & Randall, 1994[4]
- Xenisthmus chi Gill & Hoese, 2004[5]
- Xenisthmus clarus (Jordan & Seale, 1906)[6]
- Xenisthmus eirospilus Gill & Hoese, 2004[5]
- Xenisthmus polyzonatus (Klunzinger, 1871)
- Xenisthmus semicinctus Gill & Hoese, 2004[5]
- Xenisthmus smithi (Menon & Talwar, 1973) (thường phát âm như là Kraemericus smithi)[7]